# Социал-демократическое объединение (Нигер)
Социал-демократическое объединение (фр. Rassemblement social démocratique) — политическая партия в Нигере, основанная в 2004 году Амаду Шеффу (Шейфу).

## История
Социал-демократическое объединение было основано Амаду Шеффу в январе 2004 года после отделения от Демократической и социальной конвенции и хорошо выступила на муниципальных выборах в июле 2004 года. На всеобщих выборах 2004 года Шеффу был выдвинут кандидатом в президенты, получив в 1-м туре 6,35 % голосов и заняв четвертое место из шести кандидатов. Во 2-м туре партия поддержала действовавшего президента Мамаду Танджу, победившего с 66 % голосов. На парламентских выборах партия получила 7,1 % голосов и 7 из 113 мест в Национальном собрании.
В мае 2009 года партия была одной из немногих, которые поддержали призыв президента Танджи к проведению референдума для создания новой конституции, которая снимет ограничения на срок президентских полномочий. После референдума партия заняла второе место на парламентских выборах в октябре 2009 года на фоне бойкота оппозиции, получив 16 % голосов и 15 мест парламента. Шеффу был кандидатом в президенты от партии на всеобщих выборах 2011 года, заняв пятое место из десяти кандидатов с 4 % голосов. На парламентских выборах партия потеряла все 15 мест, получив лишь 1,8 % голосов.
На всеобщих выборах 2016 года Шеффу снова баллотировался на пост президента, заняв восьмое место из пятнадцати кандидатов с 1,8 % голосов. Однако партия вернула себе представительство в парламенте, получив четыре места в Национальном собрании. На парламентских выборах 2020 года партия получила одно из 171 места в Национальном собрании.